# Dekanat Neustadt an der Waldnaab
Das Dekanat Neustadt an der Waldnaab war eins der (bis 2022) 33 Dekanate des Bistums Regensburg. Zum 1. März 2022 wurde es mit den Nachbardekanaten Weiden in der Oberpfalz und Leuchtenberg zum Dekanat Neustadt-Weiden zusammengelegt. Dieses ist deckungsgleich mit der Region VII: Weiden des Bistums.
Zum Dekanat gehörten die folgenden Seelsorgeeinheiten (Stand: 2013):
- Altenstadt an der Waldnaab
- Burkhardsreuth
- Eschenbach in der Oberpfalz
- Floß
- Flossenbürg
- Grafenwöhr
- Kirchentumbach
- Neustadt an der Waldnaab mit Störnstein und Wilchenreuth
- Parkstein mit Kirchendemenreuth
- Pressath mit Schwarzenbach
- Speinshart mit Oberbibrach, Schlammersdorf und Vorbach
- Windischeschenbach mit Neuhaus und Wurz